# Crotalaria laxiflora
Crotalaria laxiflora là một loài thực vật có hoa trong họ Đậu. Loài này được Baker mô tả khoa học đầu tiên.